# Haselnussblättrige Birke
Die Haselnussblättrige Birke (Betula corylifolia) ist ein mittelgroßer Laubbaum aus der Gattung der Birken in der Familie der Birkengewächse (Betulaceae). Das Verbreitungsgebiet liegt in Japan.

## Beschreibung
Die Haselnussblättrige Birke ist ein bis 20 Meter hoher Baum mit grauer oder weißlicher Rinde. Junge Triebe sind rötlich bis dunkel purpurn gefärbt, kahl oder nahezu kahl. Die Blätter sind elliptisch bis eiförmig, 4 bis 6 Zentimeter lang mit grob doppelt gesägtem Rand mit langen dreieckigen Zähnen. Die Blattoberseite ist lebhaft grün, die Unterseite bläulich grün. Je Blatt werden 8 bis 9 Nervenpaare gebildet, die auf der Blattoberseite eingesenkt sind. Der Blattstiel ist 1 bis 3 Zentimeter lang. Als weibliche Blütenstände werden 3 bis 5 Zentimeter lange, nahezu zylindrische, aufrechte Kätzchen gebildet. Die Fruchtschuppen sind flaumig behaart, 1,2 bis 1,5 Zentimeter lang mit sehr schmalen, aufrechten Lappen.

## Verbreitung und Ökologie
Das Verbreitungsgebiet liegt auf Honshū in Japan. Dort wächst sie in Bergwäldern oder der Strauchzone alpiner Bereiche auf frischen bis feuchten, sauren bis neutralen, sandig-humosen, sandig-kiesigen oder felsigen, flachgründigen Böden an sonnigen Standorten. Die Art ist wärmeliebend und wenig frosthart.

## Systematik und Forschungsgeschichte
Die Haselnussblättrige Birke (Betula corylifolia) ist eine Art aus der Gattung der Birken (Betula) in der Familie der Birkengewächse (Betulaceae). Die Erstbeschreibung erfolgte 1865 durch Eduard August von Regel und Karl Johann Maximowicz im Bulletin de la Société Imperiale des Naturalistes de Moscou. Moscow.

## Verwendung
Die Art wird nur selten wirtschaftlich genutzt.